# Pedro Duno
Pedro Duno (1932-1998) fue un filósofo, profesor universitario y guerrillero venezolano.

## Biografía

### Vida personal
Su primer matrimonio ocurrió en México con Agatha Rosenof. Se casó con la también filósofa Victoria De Stefano con quien tuvo dos hijos: Rodrigo Duno y Martín Duno. Posteriormente contrajo matrimonio con la científica Estela Gottberg, con quien tuvo dos hijos: Luis Duno Gottberg y Pablo Duno Gottberg. 
Asimismo, fuera de su hogar tuvo otro hijo, el también filósofo Orlando José Duno, egresado de la UCV, y profesor agregado del Vicerrectorado de Planificación y Desarrollo Social (VPDS) de la Universidad Nacional Experimental de los Llanos Occidentales Ezequiel Zamora.
Fue profesor universitario en la Escuela de Filosofía y en la de Comunicación Social de la Universidad Central de Venezuela.

### Vida política

#### Inicios en la política, lucha armada y primer exilio
Pedro Duno fue miembro del Partido Comunista de Venezuela. Participó activamente en el Carupanazo de 1962, donde fue detenido, escapó. Durante la lucha armada en Venezuela formó parte del Frente Simón Bolívar en el estado Lara donde estaba, entre otros, Argimiro Gabaldón. Duno fue director del Punto Negro, medio de comunicación que sería confiscado y que le motivó el exilio para zafarse de la prisión. Vivió en el exilio por casi cinco años junto con Victoria De Stefano y sus dos hijos en La Habana, Argel, Zúrich, París, Sitges y por último nuevamente París.
Durante un encuentro en Argelia en 1965 con el Che Guevara, estuvieron coordinando la posibilidad de que acogiera a Venezuela como plaza de lucha; sin embargo, tras discutir con Fidel Castro el Che prefirió a Bolivia.

#### Regreso a Venezuela y expulsión del Partido Comunista
En 1966 vuelven a Venezuela. Más tarde es detenido de nuevo pero sería indultado por el presidente Raúl Leoni.
Fue expulsado del Partido Comunista tras publicar una carta oponiéndose a la invasión soviética en Checoslovaquia en 1968 y dijo que no se diferenciaba mucho de las invasiones norteamericanas. Duno afirmó que la publicó «un poco» para que lo expulsaran porque creía que así tenía «mejores posibilidades de ser comunista y de ser revolucionario» y consideró al PCV como un «grupo burocrático, oportunista, integrado al sistema de dominación que hay en el país».

#### Exilio en Chile y pacificación
En 1970 se exilian nuevamente en el Chile de Salvador Allende hasta el año 1971 cuando regresan nuevamente a Venezuela. Duno es nuevamente apresado pero poco después es indultado en medio de las políticas de pacificación de Rafael Caldera, en esta época se separan Duno y De Stefano.
Para Duno la propuesta de pacificación del expresidente Rafael Caldera estuvo encaminada «a liquidar todo intento de resistencia violenta, de acción directa al sistema que existe en Venezuela», denunció que era falsa porque «han seguido desapareciendo ciudadanos venezolanos, se han seguido practicando las torturas» y afirmó que una verdadera política de pacificación debe «acabar con la violencia que significa la dependencia y el subdesarrollo» y con la violencia social.

#### Críticas contra los procesos en Cuba y en Libia
Duno decía que «todos los gobiernos revolucionarios son mucho mejor que los reaccionarios» y aunque apoyaba inicialmente al proceso castrista dijo que «hay una creciente burocracia en Cuba» y por ello defendía la tesis de la revolución permanente. Igualmente, a pesar de apoyar inicialmente a Muamar el Gadafi, tanto él como Domingo Alberto Rangel rompieron con Gadafi por considerar que traicionó los principios democráticos contenidos en su Libro verde.

#### Relación con el chavismo
Estableció amistad con Hugo Chávez quien más tarde sería presidente de Venezuela. Había sido elegido senador suplente del estado Miranda por el Polo Patriótico en las elecciones parlamentarias de noviembre de 1998.

### Muerte
Pedro Duno falleció el 21 de noviembre de 1998.

## Obras
Entre sus obras están:
- Marxismo-leninismo-bolivariano (1969)
- Los doce apóstoles. Proceso a la degradación política (1975)
- La pipa rota, en coautoría con Domingo Alberto Rangel (1979)
- El desastre, en coautoría con Domingo Alberto Rangel y Juan Pablo Pérez Alfonzo
- Compilación de escritos, artículos de opinión y entrevistas de Alfredo Maneiro